# Nan’ao (Yilan)
Nan’ao (chinesisch 南澳鄉, Pinyin Nán’ào Xiāng, Tongyong Pinyin Nán-ào Siang, W.-G. Nan-ao Hsiang) ist eine Gemeinde mit etwa 6000 Einwohnern im Landkreis Yilan der Republik China auf Taiwan. Die Bewohner gehören zum Großteil dem indigenen Volk der Atayal an.
Nan’ao ist mit 740 km² die flächenmäßig größte Gemeinde des im Nordosten Taiwans gelegenen Landkreises Yilan und nimmt dessen südlichen Teil ein. Sie liegt an der Küste des Pazifischen Ozeans. Das Gemeindegebiet gehört zum Zentralgebirge Taiwans, das hier bis zum Meer reicht. Im Südwesten der Gemeinde erreichen die Berge im Nanhubeishan (南湖北山) etwa 35 km vom Meer entfernt eine Höhe von 3535 Metern.
Durch Nan’ao führen die Küstenstraße Su’ao–Hualien sowie die parallel verlaufende Eisenbahnstrecke. In der Gemeinde gibt es vier Bahnhöfe. Die Siedlungen Nan’aos liegen größtenteils entlang der Straße und der Bahnstrecke nahe der Küste, während der unwegsame zentrale und westliche Teil der Gemeinde kaum bewohnt ist. Der Hauptort Nan’ao liegt im nordöstlichen Teil der Gemeinde nahe der Grenze zu Su’ao.

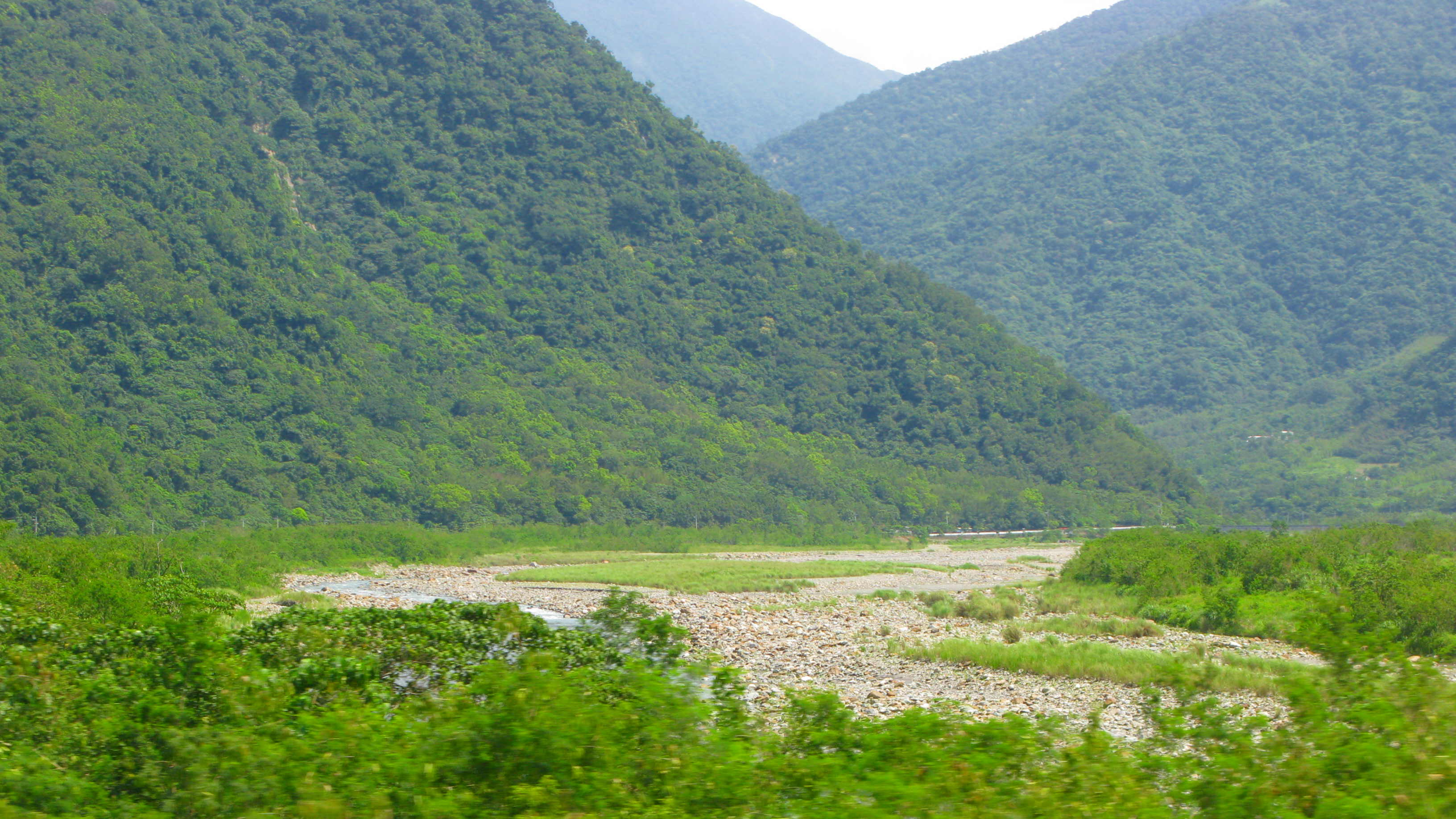
Trockengefallenes Flussbett in Nan’ao

## Töchter und Söhne der Stadt
- Lien Te-an (* 1994), Rennrodler